# Las Granjas, delstaten Mexiko
Las Granjas är en ort i Mexiko, tillhörande Naucalpan de Juárez kommun i delstaten Mexiko. Las Granjas ligger i den centrala delen av landet och tillhör Mexico Citys storstadsområde. Orten hade 117 invånare vid folkmätningen 2010. 2020 hade befolkningen ökat till 169 personer.